# كورتني أبوت
كورتني أبوت (بالإنجليزية: Courtney Abbot)‏ هي ممثلة نيوزيلندية، ولدت في 15 نوفمبر 1989 في واكتاني ‏ في نيوزيلندا.

## وصلات خارجية
- كورتني أبوت على موقع IMDb (الإنجليزية)